# Prometheus (superkomputer)
Prometheus – superkomputer zainstalowany w 2015 w Akademickim Centrum Komputerowym Cyfronet Akademii Górniczo-Hutniczej w Krakowie, w kwietniu 2015 był najszybszym superkomputerem w Polsce z wydajnością niemal 1,7 biliarda operacji na sekundę.

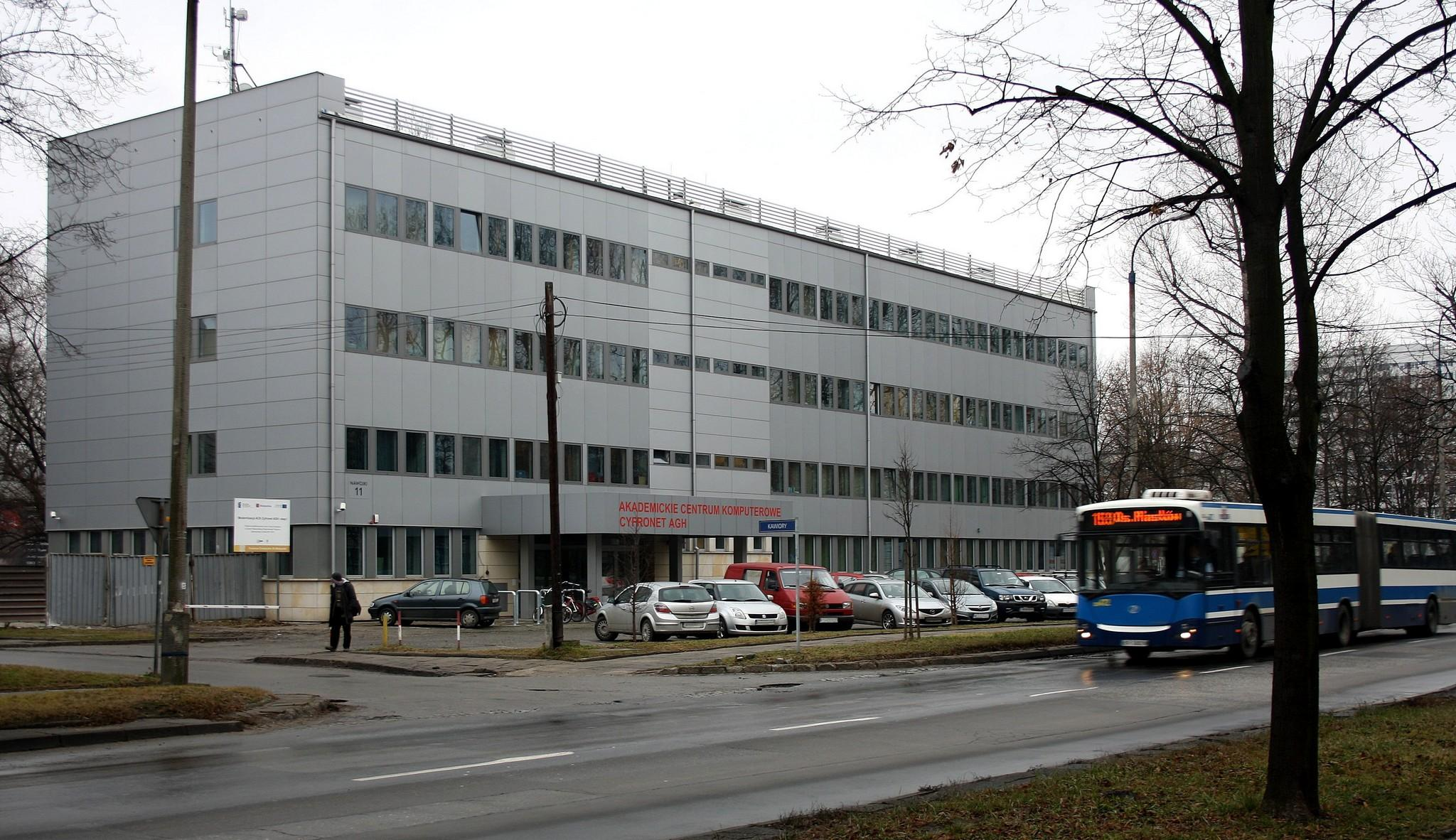
Budynek ACK Cyfronet AGH po modernizacji

W drugiej połowie 2015 moc obliczeniowa została powiększona do wartości 2,35 PFlopa (wydajność teoretyczna).

## Budowa
Prometheus został zbudowany z 1728 serwerów platformy HP Apollo 8000 firmy Hewlett-Packard pracujących pod nadzorem systemu operacyjnego Linux CentOS 7 i rozbudowany do 2232 serwerów, połączonych siecią Infiniband o przepustowości 56 Gbit/s. Superkomputer miał w momencie uruchomienia 41 472 rdzenie obliczeniowe – procesory Intel Haswell (Xeon E5-2680v3 12C 2,5 GHz) – po rozbudowie 53 568 rdzeni oraz 279 TB pamięci operacyjnej w technologii DDR4.
Do Prometheusa dołączono dwa systemy plików o łącznej pojemności 10 PB o szybkości dostępu 150 GB/s.
W tej liczbie 72 serwery posiadają jednostki GPU – Nvidia Tesla K40XL (po dwie jednostki na serwer). Każda jednostka K40XL posiada wydajność obliczeniową FP64 1500 Gflops
Dzięki pośredniemu chłodzeniu wodą (wymiana ciepła poprzez system heat pipe i kontakt stykowy z chłodnicą wodną) jest jednym z najbardziej energooszczędnych komputerów tej klasy na świecie. Ponad czterokrotnie zwiększył możliwości obliczeniowe polskich naukowców.
Prometheus był najszybszym superkomputerem w historii Polski – zajmował po rozbudowie 38 miejsce na liście najszybszych na świecie (lista 11/2015).
Koszty projektu finansowane w ramach Programu Operacyjnego – Innowacyjna Gospodarka, współfinansowanego ze środków unijnych to kwota 41 mln zł.
Front Prometheusa ozdobiła grafika – jej autorem jest Michał Teliga. Projekt został wyłoniony w konkursie zorganizowanym przez ACK Cyfronet AGH. O wyborze właśnie tej pracy zdecydowali internauci i jurorzy.

## Prometheus w liczbach[3]
- 2232 serwery
- 53 568  rdzeni obliczeniowych
- 279 000 000 000 000 B sumarycznej pamięci operacyjnej DDR4 (279 TeraBajtów)
- 1 670 000 000 000 000 operacji zmiennoprzecinkowych na sekundę (1,670 Petaflopsów) – wydajność obliczeniowa praktyczna.
- 2 348 600 000 000 000 operacji zmiennoprzecinkowych na sekundę (2,349 Petaflopsów) – wydajność obliczeniowa teoretyczna.
- 100 000 000 000 000 b/s sumarycznej przepustowości sieci
- 10 000 000 000 000 000 B przestrzeni dyskowej (10 PetaBajtów)
- #4 w Polsce według listy TOP500 (lista 6/2021; za: Altair – PCSS Poznań, Ares – Cyfronet Kraków, Tryton Plus – CI TASK Gdańsk)[9]
- #77 w Europie według listy TOP500 (lista 6/2021; #29 – lista 11/2017; #21 – lista 11/2016; #10 – lista 11/2015)
- #373 na świecie według listy TOP500 (lista 6/2021; #77 – lista 11/2017; #59 – lista 11/2016; #38 – lista 11/2015)[4]
- odpowiada liczbie ponad 40 000 komputerów klasy PC[10]
- masa całkowita ponad 30 ton[10]
- po uruchomieniu system składał się z 15 szaf, każda zawierała 144 serwery – zajmowana powierzchnia 13 m²[2]